# Планета новогодних ёлок
Планета новогодних ёлок (итал. Il pianeta degli alberi di Natale) — роман-сказка для детей и подростков, написанный в 1962 году Джанни Родари и представляющий собой одну из утопий для детей.

## Сюжет
Девятилетний Марко Милани из римского квартала Тестаччо получил на свой день рождения 23 октября деревянную лошадку-качалку, чему ни капли не обрадовался, так как хотел самолёт с дизельным моторчиком. Однако ночью он со скуки решил покататься на лошадке, и та невероятным образом взлетела в небо, покинув сначала Рим, а потом и Землю. Его подбирает случайно космический корабль, экипаж которого составляют странные люди, которые «капитанят все по очереди», меняют с лёгкостью имена и не знают таких слов, как «убивать», «уничтожать» или «истреблять», но боятся гигантских «собак-пересобак», пугающих людей своим лаем.
Корабль доставляет его на планету, где Марко знакомится со своим ровесником — «гидом» по имени Маркус, учеником 5-го класса «А» школы 2345, к которому относится с предвзятостью из-за того, что некоторые привычки и заявления гостя Маркус не понимает. Путешествуя по планете с Маркусом, Марко узнаёт особенности райской жизни этой планеты, которую он называет «Планетой новогодних ёлок». Здесь каждый день — новогодний, причём год длится в два раза меньше по сравнению с земным (как и неделя, и день), а на планете царит весна. Здесь нет места злу, насилию и печали, а люди тратят своё время так, как им захочется; в магазинах и ресторанах за товары и услуги абсолютно не надо платить (всё производят роботы и машины), а для удобства и развлечений созданы самые разные заведения. В ресторанах можно съесть буквально всё что угодно, желающие «выпустить пар» могут зайти во дворец «Ломай что угодно» и выпустить там свою агрессию, переломав мебель или посуду; более того, в городе можно назвать своим именем улицу или даже купить себе любой титул.
Марко пользуется благами планеты, но в какой-то момент теряет связь с Маркусом и остаётся один. Репутацию в глазах прохожих он зарабатывает, спасая планету от собак-пересобак — по его рисунку делают здоровенные «кости-перекости», которой отвлекают собак, а самому Марко даже ставят памятник (причём, как оказывается, не он один удостаивался такой чести). Однако Марко намерен узнать, зачем его сюда привезли, и, следуя за Маркусом, попадает в забытый всеми дворец Правительства-Которого-Нет, где на заседании находит Маркуса и выслушивает его. Последний заявляет, что с целью установления дружеских отношений с Землёй (планета Ясная, как называют её местные жители) правительство решило ежегодно привозить в гости детей со всей Земли, которым предстоит в будущем полететь в космос и ступить на планету новогодних ёлок. Ради этого на Землю переправили партию лошадок-качалок, которые могут путешествовать в космосе; те дети, которые прибудут на планету и будут воспитаны так, чтобы видеть только хорошее и позитивное, помогут землянам установить крепкие отношения и избежать войн и конфликтов в будущем.
Марко оказался одним из тех, кому предстояло выполнить эту миссию по космической дружбе, и Маркус рассуждает, стоит ли вернуть Марко, поскольку он ещё не уверен, что его гость понял цель своего попадания на планету и проникся её идеалами. Марко спешит в ангар, чтобы найти лошадку, на которой он должен полететь, и в конце концов находит ту самую лошадку, на которой прилетел. Он не сдерживает эмоций, поскольку, как говорит член Правительства-Которого-Нет, «покидая нас, понял, что любит нас и восхищается нами». Марко возвращается на рассвете следующего дня и понимает, что всё, что он видел, было не сном, а реальностью. Он понимает, что теперь возможно превратить Землю в Планету Новогодних Ёлок — идеальный мир, где нет места злу.
В конце книги автор представляет шутливый календарь планеты, на которой год, месяц и день в два раза меньше по сравнению с земными; к каждому месяцу он приводит парочку знаменательных дат, шутливое описание, титул месяца и несколько поговорок и пословиц с позитивными наставлениями.

## Экранизации
Известен советский телеспектакль по сценарию Б. И. Гершта, вышедший на экраны в 1987 году.